# Tweede klasse 1925-26 (voetbal België)
Het seizoen 1925/26 was de twaalfde editie van de Belgische Tweede Klasse en ging van start in september 1925 en eindigde in mei 1926. De officiële naam destijds was Promotion (Bevordering of Promotie). De competitie was opgesplitst in twee reeksen van 14 ploegen. R. Racing Club de Bruxelles werd winnaar in reeks A en FC Malinois in reeks B.  Beide ploegen promoveerden samen met CS La Forestoise naar de ere-afdeling.
In het volgende seizoen zou de competitiestructuur hervormd worden. Na drie jaar met 28 ploegen in 2 reeksen, zou er vanaf volgend seizoen 1926-27 terug in één reeks met 14 ploegen gespeeld worden. Er werd voor het eerst ook een derde nationaal niveau ingericht vanaf 1926.  Deze hervormingen hadden als gevolg dat op het einde van dit seizoen 14 ploegen degradeerden, en dat dit het laatste seizoen was onder de naam "Bevordering".  Vanaf 1926 zou het tweede nationaal niveau Division 1 of Eerste Afdeeling heten.

## Gedegradeerde teams
Deze teams waren gedegradeerd uit de Ere-Afdeling voor de start van het seizoen:
- R. Racing Club de Bruxelles (12e) degradeerde na 25 seizoenen in Ere-Afdeling voor eerst in zijn geschiedenis.
- FC Malinois (voorlaatste) degradeerde na één seizoen in Ere-Afdeling.
- White Star Woluwe AC (laatste) degradeerde na één seizoen in Ere-Afdeling.

## Gepromoveerde teams
Acht clubs waren gepromoveerd uit de regionale afdelingen voor de start van het seizoen:
- SRU Verviers (het vroegere Skill Racing Union)- na één seizoen terug in tweede nationale.
- US Tournaisienne - na één seizoen terug in tweede nationale.
- AEC Mons - na één seizoenen terug in tweede nationale.
- Vilvorde FC - na één seizoenen terug in tweede nationale.

Volgende vier clubs maakten hun debuut in tweede nationale:
- FC Turnhout
- RC Vottem
- CS Tongrois
- VG Oostende

## Deelnemende teams
De 28 ploegen werden over twee reeksen van 14 verdeeld:

### Bevordering reeks A
Deze ploegen speelden in het seizoen 1925-26 in Bevordering reeks A. De nummers komen overeen met de plaats in de eindrangschikking:
| Club                        | Plaats                 |    |
| --------------------------- | ---------------------- | -- |
| R. Racing Club de Bruxelles | Ukkel                  | 1  |
| CS La Forestoise            | Vorst                  | 2  |
| FC Turnhout                 | Turnhout               | 3  |
| White Star Woluwe AC        | Sint-Lambrechts-Woluwe | 4  |
| Sint-Ignatius SC Antwerpen  | Antwerpen              | 5  |
| Oude God Sport              | Mortsel                | 6  |
| SRU Verviers                | Verviers               | 7  |
| Stade Louvaniste            | Leuven                 | 8  |
| Courtrai Sport              | Kortrijk               | 9  |
| AS Renaisienne              | Ronse                  | 10 |
| FC Sérésien                 | Seraing                | 11 |
| RC Vottem                   | Herstal                | 12 |
| Excelsior SC de Bruxelles   | Brussel                | 13 |
| US Tournaisienne            | Doornik                | 14 |

| 1 2 3 4 5 6 7 8 9 10 11 12 13 14 Geografische verspreiding clubs |

### Bevordering reeks B
Deze ploegen speelden in het seizoen 1925-26 in Bevordering reeks B. De nummers komen overeen met de plaats in de eindrangschikking:
| Club            | Plaats    | #  |
| --------------- | --------- | -- |
| FC Malinois     | Mechelen  | 1  |
| Boom FC         | Boom      | 2  |
| Liersche SK     | Lier      | 3  |
| Uccle Sport     | Ukkel     | 4  |
| AS Herstalienne | Herstal   | 5  |
| RFC Liégeois    | Luik      | 6  |
| TSV Lyra        | Lier      | 7  |
| CS Tongrois     | Tongeren  | 8  |
| AS Ostendaise   | Oostende  | 9  |
| R. Léopold Club | Ukkel     | 10 |
| SR Dolhain FC   | Limburg   | 11 |
| AEC Mons        | Bergen    | 12 |
| VG Oostende     | Oostende  | 13 |
| Vilvorde FC     | Vilvoorde | 14 |

| 1 2 3 4 5 6 7 8 9 10 11 12 13 14 Geografische verspreiding clubs |

## Eindstand Bevordering

### Reeks A
|    |    |                             | P  | W  | G | V  | +  | -  | DS  | Ptn |
| -- | -- | --------------------------- | -- | -- | - | -- | -- | -- | --- | --- |
| K  | 1  | R. Racing Club de Bruxelles | 26 | 20 | 5 | 1  | 96 | 22 | 74  | 45  |
| TM | 2  | CS La Forestoise            | 26 | 18 | 2 | 6  | 71 | 47 | 24  | 38  |
|    | 3  | FC Turnhout                 | 26 | 17 | 4 | 5  | 88 | 31 | 57  | 38  |
|    | 4  | White Star Woluwe AC        | 26 | 13 | 4 | 9  | 54 | 40 | 14  | 30  |
|    | 5  | Sint-Ignatius SC Antwerpen  | 26 | 13 | 3 | 10 | 83 | 57 | 26  | 29  |
|    | 6  | Oude God Sport              | 26 | 11 | 7 | 8  | 52 | 46 | 6   | 29  |
|    | 7  | SRU Verviers                | 26 | 11 | 5 | 10 | 50 | 53 | -3  | 27  |
| D  | 8  | Stade Louvaniste            | 26 | 10 | 5 | 11 | 68 | 69 | -1  | 25  |
| D  | 9  | Courtrai Sport              | 26 | 11 | 3 | 12 | 47 | 48 | -1  | 25  |
| D  | 10 | AS Renaisienne              | 26 | 10 | 5 | 11 | 42 | 64 | -22 | 25  |
| D  | 11 | FC Sérésien                 | 26 | 9  | 5 | 12 | 55 | 69 | -14 | 23  |
| D  | 12 | RC Vottem                   | 26 | 7  | 3 | 16 | 39 | 81 | -42 | 17  |
| D  | 13 | Excelsior SC de Bruxelles   | 26 | 3  | 1 | 22 | 36 | 87 | -51 | 7   |
| D  | 14 | US Tournaisienne            | 26 | 2  | 2 | 22 | 27 | 94 | -67 | 6   |

P: wedstrijden gespeeld, W: wedstrijden gewonnen, G: gelijke spelen, V: wedstrijden verloren, +: gescoorde doelpunten, -: doelpunten tegen, DS: doelsaldo, Ptn: totaal punten
 K: kampioen en promotie, TM: testwedstrijd voor promotie, D: degradatie

### Reeks B
|    |    |                 | P  | W  | G | V  | +   | -  | DS  | Ptn |
| -- | -- | --------------- | -- | -- | - | -- | --- | -- | --- | --- |
| K  | 1  | FC Malinois     | 26 | 21 | 1 | 4  | 106 | 32 | 74  | 43  |
| TM | 2  | Boom FC         | 26 | 16 | 5 | 5  | 53  | 34 | 19  | 37  |
|    | 3  | Liersche SK     | 26 | 15 | 3 | 8  | 61  | 51 | 10  | 33  |
|    | 4  | Uccle Sport     | 26 | 14 | 4 | 8  | 79  | 57 | 22  | 32  |
|    | 5  | AS Herstalienne | 26 | 14 | 3 | 9  | 56  | 46 | 10  | 31  |
|    | 6  | RFC Liégeois    | 26 | 11 | 8 | 7  | 64  | 36 | 28  | 30  |
|    | 7  | TSV Lyra        | 26 | 11 | 7 | 8  | 42  | 25 | 17  | 29  |
| D  | 8  | CS Tongrois     | 26 | 10 | 9 | 7  | 54  | 51 | 3   | 29  |
| D  | 9  | AS Ostendaise   | 26 | 10 | 5 | 11 | 42  | 57 | -15 | 25  |
| D  | 10 | R. Léopold Club | 26 | 8  | 2 | 16 | 55  | 73 | -18 | 18  |
| D  | 11 | SR Dolhain FC   | 26 | 6  | 4 | 16 | 37  | 74 | -37 | 16  |
| D  | 12 | AEC Mons        | 26 | 5  | 5 | 16 | 49  | 78 | -29 | 15  |
| D  | 13 | VG Oostende     | 26 | 3  | 7 | 16 | 35  | 75 | -40 | 13  |
| D  | 14 | Vilvorde FC     | 26 | 4  | 5 | 17 | 39  | 83 | -44 | 13  |

P: wedstrijden gespeeld, W: wedstrijden gewonnen, G: gelijke spelen, V: wedstrijden verloren, +: gescoorde doelpunten, -: doelpunten tegen, DS: doelsaldo, Ptn: totaal punten
 K: kampioen en promotie, TM: testwedstrijd voor promotie, D: degradatie

## Promoverende teams
Testwedstrijden voor promotie
Naast de winnaars van de twee reeksen, promoveerde ook de winnaar van een testwedstrijd tussen de twee ploegen die tweede werden. CS La Forestoise versloeg hierin Boom FC over twee wedstrijden.
| Datum      | Wedstrijd        | Wedstrijd | Wedstrijd        | Uitslag |
| ---------- | ---------------- | --------- | ---------------- | ------- |
| 30.05.1926 | Boom FC          | -         | CS La Forestoise | 1 - 1   |
| 06.06.1926 | CS La Forestoise | -         | Boom FC          | 1 - 0   |

Deze teams promoveerden naar Ere Afdeling op het eind van het seizoen:
- R. Racing Club de Bruxelles (kampioen reeks A) promoveert na 1 seizoen terug naar Ere Afdeling.
- FC Malinois (kampioen reeks B) promoveert na 1 seizoen terug naar Ere Afdeling.
- CS La Forestoise (winnaar testwedstrijden) promoveert voor het eerst naar Ere Afdeling, na drie seizoenen in bevordering.

## Degraderende teams
Vanaf volgend seizoen zou tweede nationale omgevormd worden naar 1 reeks van 14 ploegen.  Daardoor degradeerden dit seizoen de laatste 7 ploegen van elke reeks.  In reeks B moest een testwedstrijd tussen TSV Lyra en CS Tongrois uitsluitsel brengen voor de laatste degradatieplaats.  TSV Lyra toonde zich de sterkste en bleef ten nadele van CS Tongrois in tweede nationale. 
Testwedstrijden voor degradatie
| Datum      | Wedstrijd | Wedstrijd | Wedstrijd   | Uitslag | Opmerking                                          |
| ---------- | --------- | --------- | ----------- | ------- | -------------------------------------------------- |
| 23.05.1926 | TSV Lyra  | -         | CS Tongrois | 2 - 0   | Wedstrijd gespeeld op het terrein van RC Tirlemont |

Volgende 14 ploegen degradeerden, waarvan zes na één seizoen.  Voor het eerst was dit geen degradatie naar regionale afdeling, maar naar een vanaf seizoen 1926-27 nieuw opgericht derde nationaal niveau, de latere huidige Derde klasse :
- Stade Louvaniste (8e reeks A) degradeert na twaalf seizoenen uit Bevordering. Stade Louvaniste was de enige overblijvende club die vanaf de oprichting van 2e nationale onafgebroken op dit niveau had gespeeld.
- Courtrai Sport (9e reeks A) degradeert na twee seizoenen in Bevordering.
- AS Renaisienne (10e reeks A) degradeert na drie seizoenen in Bevordering.
- FC Sérésien (11e reeks A) degradeert na twee seizoenen in Bevordering.
- RC Vottem (12e reeks A)
- Excelsior SC de Bruxelles (voorlaatste reeks A) degradeert na twee seizoenen in Bevordering.
- US Tournaisienne (laatste reeks A)
- CS Tongrois (8e reeks B)
- AS Ostendaise (9e reeks B) degradeert na vier seizoenen in Bevordering.
- R. Léopold Club (10e reeks B) degradeert na zeven seizoenen in Bevordering. Het is de eerste keer dat Léopold Club uit de hoogste twee afdelingen degradeert.
- SR Dolhain FC (11e reeks B) degradeert na drie seizoenen in Bevordering.
- AEC Mons (12e reeks B)
- VG Oostende (voorlaatste reeks B)
- Vilvorde FC (laatste reeks B)